# Замок Сан-Антон
Замок Сан-Антон (исп. Castillo de San Antón) — крепость XVI века в испанском городе Ла-Корунья, расположенном на севере провинции Галисия. Вместе с замками Санта-Круз и Сан-Диего входит в стратегическую сеть прибрежных оборонительных сооружений.
Объявлен историко-художественным памятником в 1949 году, а с 1994 года считается объектом культурного интереса. С момента открытия в 1968 году здесь находится Археологический и исторический музей Ла-Корунья.

## История
Замок был построен на небольшом островке в середине бухты. Ранее здесь располагалася небольшой скит, посвящённый Антонию Великому. Крепость была возведена с целью защиты города от нападений с моря. Согласно надписи на фасаде крепости, её строительство началось в 1587 году.
Уже в 1589 году, несмотря на ещё ведущееся строительство, крепость помогла в отражении атаки английского флота во время Англо-испанской войны (1585—1604). Во время атаки Фрэнсиса Дрейка здесь находились две роты солдат и несколько артиллерийских орудий, которые эффективно защищали берег.
После сражения возведение крепости было продолжено и закончено в 1590 году. В 1639 году на город напал флот архиепископа Бордо. Перекрестный огонь артиллерии этого замка и соседнего Сан-Диего сыграл важную роль в обороне.
Начиная с XVIII века крепость превратилась в тюрьму. Позже крепость использовалось как лазарет для изоляции прибывающих в город моряков, пораженных каким-либо инфекционным заболеванием. В 1960 году замок Сан-Антон передан городскому совету Ла-Корунья.

## Архитектура и экспозиции

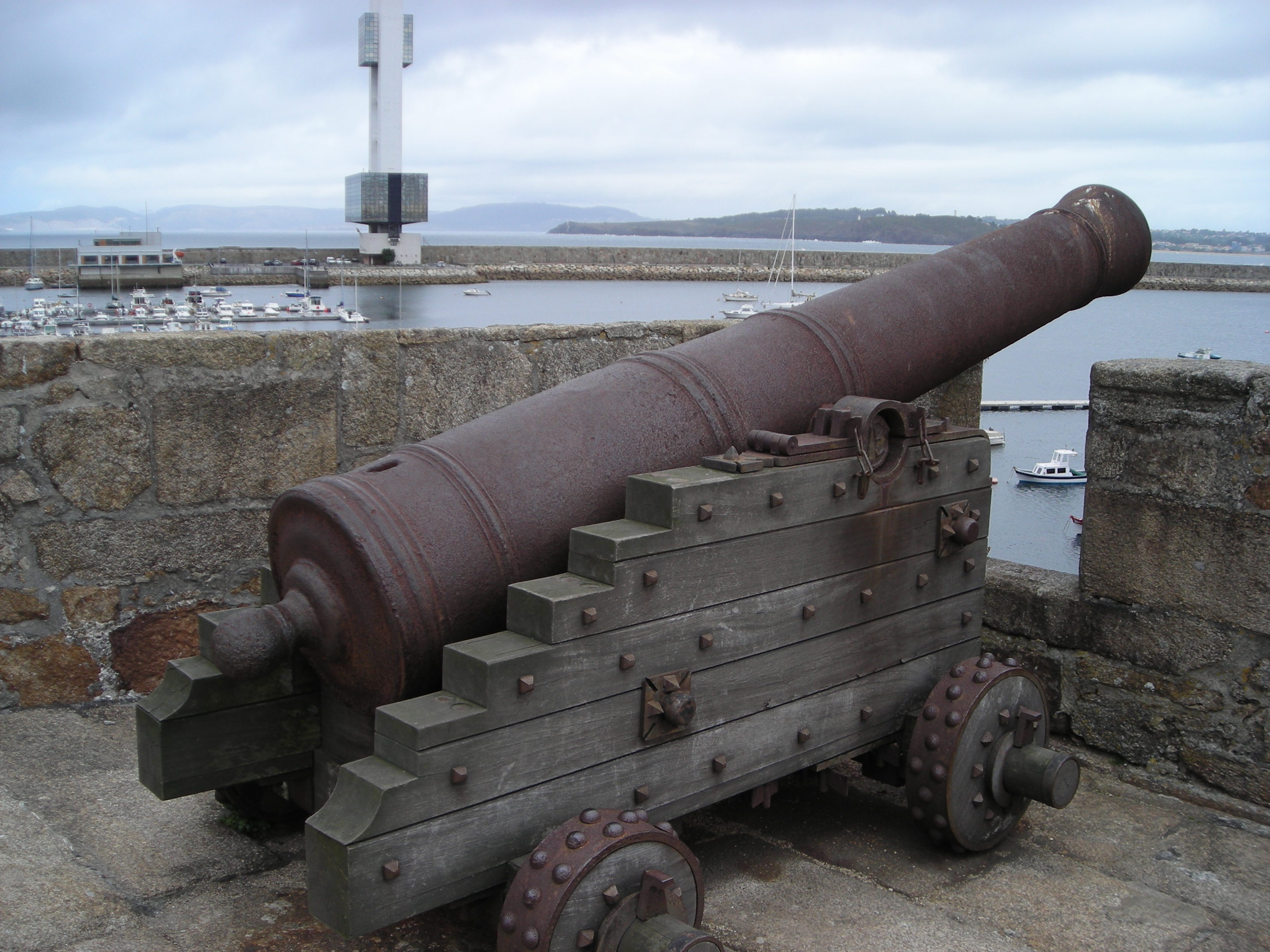
Крепостное орудие

Три последовательных вторжения французских армий в Италию в начале эпохи Возрождения вынудили итальянские города построить стены, приспособленные к отражению атак мощной артиллерии. Эти  события привели к изменению подхода к фортификации, в том числе в Испании. Замок Сан-Антон — итальянская модель, адаптированная к острову. Его удлиненная структура соответствует форме мыса и в плане похожа на корабль или рыбу. У крепости есть два полубастиона. Внутри расположен плац и площадка для артиллерии. 
На первом этаже выставлены сохранились старые гарнизонные сооружения. Здесь выставлены экспонаты из различных периодов истории Галисии, большинство из которых было получено в ходе археологических раскопок в провинции. На верхнем этаже находится так называемый Дом губернатора — особняк в неоклассическом стиле. Также сохранились часовня Девы-дель-Росарио и примыкающая к ней ризница.
Замок подвергся значительной реконструкции в 1777 году, в ходе которой здесь были возведены имеющиеся ныне постройки, а также зубчатые стены. Эти работы были необходимы, поскольку корабли XVIII века оказались выше стен замка и их обороноспособность значительно снизилась.